# CT Возничего
CT Возничего (лат. CT Aurigae) — одиночная переменная звезда в созвездии Возничего на расстоянии (вычисленном из значения параллакса) приблизительно 5035 световых лет (около 1544 парсеков) от Солнца. Видимая звёздная величина звезды — от +13,8m до +13m.

## Характеристики
CT Возничего — красная пульсирующая медленная неправильная переменная звезда (LB:) спектрального класса M4. Эффективная температура — около 3298 К.